# اسپورت (روزنامه)
اسپورت (به اسپانیایی: Sport) روزنامه ورزشی اسپانیایی زبان است که دفتر آن در بارسلون قرار دارد. این روزنامه در سال ۱۹۷۱ تأسیس شده و به گراپو زتا مالک روزنامه ال پریودیکو دی کاتالونیا تعلق دارد.